# Lucan Biddulph
Lucan Biddulph es un municipio canadiense situado en la provincia de Ontario.

## Superficie
Lucan Biddulph tiene una superficie de 169,08 km².

## Demografía
En 2021, tenía 5680 habitantes, una densidad poblacional de 33,6 hab./km², y 2172 viviendas.